# سد جگین
سد جگین در ۱۰۷ کیلومتری شمـال شرقی بندر جاسک استان هرمزگان و بر روی رودخانه جگین در محلی موسوم به تنگه دهنه مرنگ قرار گرفته‌است.

## تاریخچه طرح
مطالعات اولیه این طرح در سال ۱۳۶۰ توسط دفتر فنی آب وزارت نیروی انجام شده و مراحل بعدی آن توسط شرکت مهاب قدس و هزینه اجرا توسط بانگ بانک توسعه اسلامی تأمین شد. در این مرحله کارفرمای طرح آب منطقه هرمزگان بود. حجم کل مخزن سد ۳۰۰ میلیون متر مکعب و حجم مفید قابل کنترل مخزن سد ۱۳۵ میلیون متر مکعب می‌باشد.

## مشخصات و اهداف سد
رودخانه جگین از دامنه جنوبی کوه‌های بشاگرد سرچشمه گرفته و پس از عبور از تنگـه دهنه مرنگ و پیوستن به سرشاخه عمده دیگری به نام شریفی به دریای عمان منتهی می‌شود. اهداف ساخت سد جگین بر روی این رودخانه بدین صورت بوده‌است:
- تأمین آب آبیاری ۴۵۰۰ هکتار اراضی کشاورزی پایین دست سد به میزان ۵۰ میلیون متر مکعب در سالِ
- تأمین آب شرب به میزان ۹۱/۲ میلیون متر مکعب در سال برای شهرستان جاسک (و شهرستان بشاگرد با اضافه شدن خط انتقال آب به این شهرستان).
- کنترل سیل‌های فصلی رودخانه جگین و کاهش خسارات سیل در پایین دست سد.
| پیمانکار: شرکت ژیان              |
| مشاور: شرکت مهندس مشاور مهاب قدس |

## نگارخانه

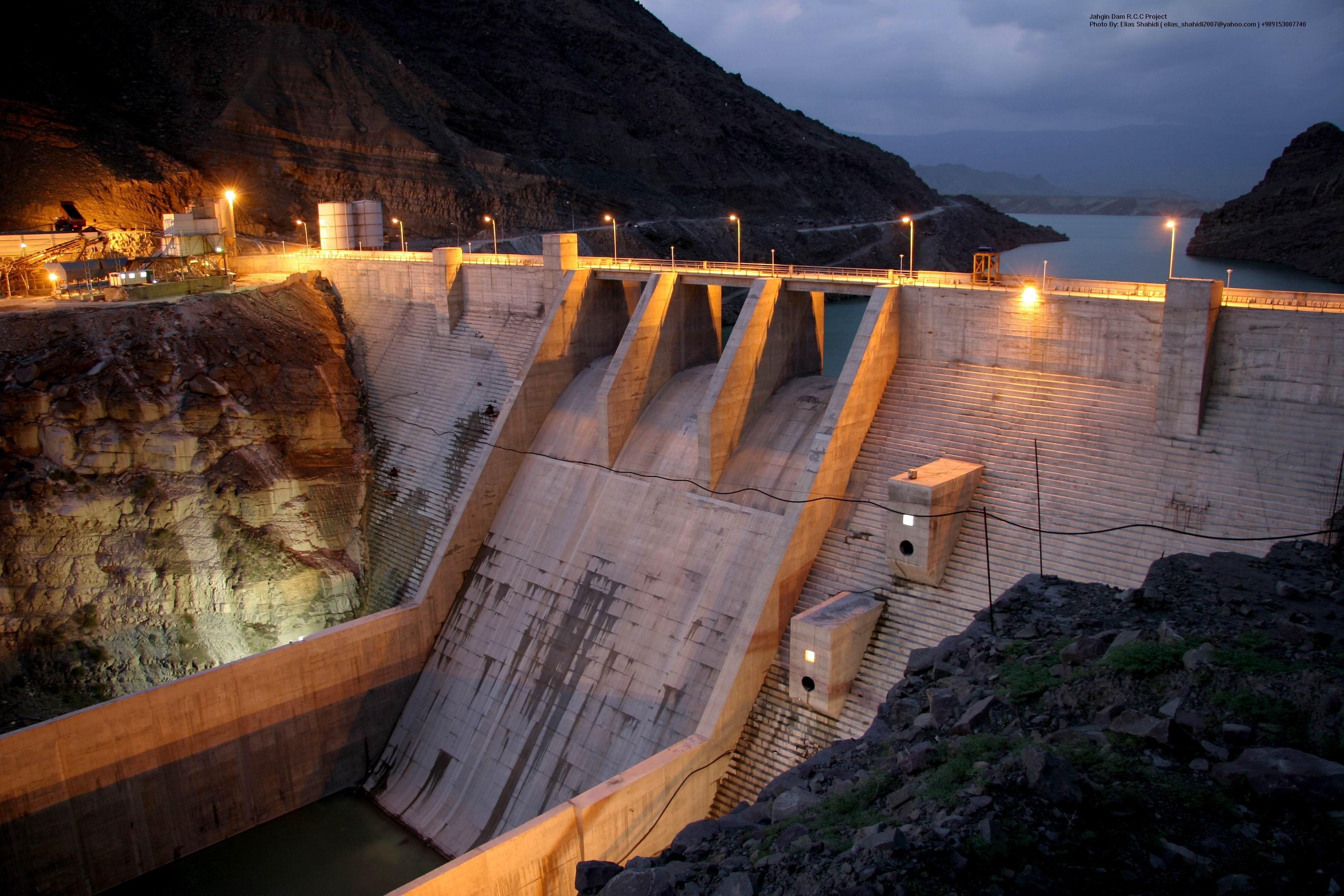